# Anii 1590
Secole: Secolul al XV-lea - Secolul al XVI-lea - Secolul al XVII-lea
Decenii: Anii 1540 Anii 1550 Anii 1560 Anii 1570 Anii 1580 - Anii 1590 - Anii 1600 Anii 1610 Anii 1620 Anii 1630 Anii 1640
Ani: 1590 1591 1592 1593 1594 1595 1596 1597 1598 1599